# Varsó Felszabadításáért emlékérem
A Varsó Felszabadításáért emlékérem (oroszul: За освобождение Варшавы, transzliteráció: Za oszvobozsdényie Varsavi) második világháborús szovjet katonai kitüntetés, melyet 1945. június 9-én alapítottak.

## Az elismerésről
A kitüntetés annak a küzdelemnek állít emléket, amelyet Varsó második világháborús felszabadításánál, 1945. január 14–17. között a szovjet és a velük szövetséges erők kifejtettek a város elfoglalása érdekében. Hasonlóan a Szovjetunió által adományozott kitüntetések nagy részéhez, már nem adományozható és 1995. január 1-ig összesen 701 700 fő részesült ebben a kitüntetésben, amely a gyűjtők körében nagy becsben tartott népszerű darab és kereskednek is vele.

## Kinézete
Az érme sárgarézből készült alakja szabályos kör, melynek átmérője 32 mm. Az elülső oldalán az érem felső részén körfelirat «ЗА ОСВОБОЖДЕНИЕ» (felszabadításáért). Az alsó részén központi elem a ötágú csillag, melyből sugarak ívelnek legyezőszerűen felfelé. A csillagot átfogja egy felette ívelt zászlószalag, melyen található felirat «ВАРШАВЫ» (Varsó).
A hátoldalon dátum «17  января 1945» (1945. január 17.) és felette magában álló ötágú csillag található. Az érme minden felirata és képe domború. Az éremhez tartozó szalagsáv keskeny sárgával határolt kék, melynek közepén piros sáv fut. A szalag szélessége 24 milliméter és a benne lévő piros sáv 8 milliméter széles.

## Fordítás
- Ez a szócikk részben vagy egészben  a(z)   Медаль «За освобождение Варшавы» című orosz Wikipédia-szócikk ezen változatának fordításán alapul.  Az eredeti cikk szerkesztőit annak laptörténete sorolja fel. Ez a jelzés csupán a megfogalmazás eredetét és a szerzői jogokat jelzi, nem szolgál a cikkben szereplő információk forrásmegjelöléseként.